# Patrycja Kozyra
Patrycja Kozyra-Urbaniak (ur. 8 maja 1978) – polska zawodniczka fitness sylwetkowego w kategorii pow. 168 cm. Jest absolwentką AWF Wrocław, specjalizująca się w narciarstwie, koszykówce, lekkoatletyce i fitnessie sylwetkowym. W latach 2005–2011 odnosiła sukcesy w sportach sylwetkowych, zdobywając medale na polskich i międzynarodowych zawodach.

## Najważniejsze osiągnięcia

### 2005 rok
- IV miejsce na Mistrzostwach Polski

### 2006 rok
- II miejsce na Mistrzostwach Polski
- II miejsce na Mistrzostwach Europy
- IV miejsce na Mistrzostwach Świata

### 2007 rok
- I miejsce na Mistrzostwach Polski
- I miejsce w Pucharze Polski

### 2008 rok
- II miejsce na Mistrzostwach Polski, po dyskwalifikacji jednej zawodniczki
- III miejsce w Pucharze Świata w Królewcu

### 2009 rok
- III miejsce na Mistrzostwach Polski w kategoriach łączonych
- VI miejsce na Mistrzostwach Europy
- II miejsce w Pucharze Polski
- III miejsce w Pucharze Świata

### 2010 rok
- III miejsce na Mistrzostwach Polski w kategorii łączonej (I miejsce w swojej kategorii)
- III miejsce na Mistrzostwach Europy
- VII miejsce na Mistrzostwach Świata w Meksyku[3]
- II miejsce w Pucharze Polski

### 2011 rok
- II miejsce w Pucharze Polski

Źródło: paco.pl.